# Moreiraxena chicapensis
Moreiraxena chicapensis là một loài nhện trong họ Linyphiidae.
Loài này thuộc chi Moreiraxena. Moreiraxena chicapensis được František Miller miêu tả năm 1970.